# Marco Etcheverry
Marco Antonio Etcheverry (Santa Cruz de la Sierra, 26 september 1970) is een voormalig Boliviaans voetballer, die speelde als middenvelder. Etcheverry geldt als een van de grootste voetballers die het Zuid-Amerikaanse land ooit heeft voortgebracht.

## Clubcarrière
Etcheverry, bijgenaamd El Diablo, beëindigde zijn actieve loopbaan in 2004 bij de Boliviaanse club Bolívar na jarenlang voor DC United in de Verenigde Staten te hebben gespeeld. Daarnaast kwam hij uit voor Club Destroyers,
Albacete, Colo-Colo, América de Cali, Barcelona SC, Club Sport Emelec en Oriente Petrolero.

## Interlandcarrière
Etcheverry speelde in totaal 71 interlands voor Bolivia in de periode 1989-2003, en scoorde dertien keer voor zijn vaderland. Onder leiding van bondscoach Jorge Habegger maakte hij zijn debuut op 22 juni 1989 in de vriendschappelijke thuiswedstrijd tegen Chili in Santa Cruz de la Sierra, die met 1-0 werd verloren door een treffer van Juan Covarrubias.
Met La Verde nam Etcheverry onder meer deel aan het WK voetbal 1994 in de Verenigde Staten, waar de ploeg niet verder kwam dan de eerste ronde. Daar speelde hij slechts mee in het allereerste groepduel van de selectie die onder leiding stond van de Bask Xabier Azkargorta. In de openingswedstrijd tegen Duitsland (1-0 nederlaag) viel hij in de 79ste minuut in voor Luis Ramallo, om drie minuten later al een rode kaart te krijgen na een charge op de Duitse aanvoerder Lothar Matthäus. Drie jaar later eindigde hij met Bolivia als tweede bij de strijd om de Copa América in eigen land.
| Interlands van Marco Etcheverry voor Bolivia | Interlands van Marco Etcheverry voor Bolivia | Interlands van Marco Etcheverry voor Bolivia | Interlands van Marco Etcheverry voor Bolivia | Interlands van Marco Etcheverry voor Bolivia | Interlands van Marco Etcheverry voor Bolivia |
| №                                            | Datum                                        | Wedstrijd                                    | Uitslag                                      | Competitie                                   | Goals                                        |
| Als speler van Club Destroyers               | Als speler van Club Destroyers               | Als speler van Club Destroyers               | Als speler van Club Destroyers               | Als speler van Club Destroyers               | Als speler van Club Destroyers               |
| -------------------------------------------- | -------------------------------------------- | -------------------------------------------- | -------------------------------------------- | -------------------------------------------- | -------------------------------------------- |
| 1                                            | 22 juni 1989                                 | Bolivia – Chili                              | 0 – 1                                        | Oefeninterland                               |                                              |
| 2                                            | 27 juni 1989                                 | Chili – Bolivia                              | 2 – 1                                        | Oefeninterland                               |                                              |
| 3                                            | 4 juli 1989                                  | Uruguay – Bolivia                            | 3 – 0                                        | Copa América                                 |                                              |
| 4                                            | 10 juli 1989                                 | Argentinië – Bolivia                         | 0 – 0                                        | Copa América                                 |                                              |
| Als speler van Club Bolívar                  |                                              |                                              |                                              |                                              |                                              |
| 5                                            | 14 juni 1991                                 | Bolivia – Paraguay                           | 0 – 1                                        | Oefeninterland                               |                                              |
| 6                                            | 7 juli 1991                                  | Uruguay – Bolivia                            | 1 – 1                                        | Copa América                                 |                                              |
| 7                                            | 9 juli 1991                                  | Brazilië – Bolivia                           | 2 – 1                                        | Copa América                                 |                                              |
| 8                                            | 11 juli 1991                                 | Colombia – Bolivia                           | 0 – 0                                        | Copa América                                 |                                              |
| 9                                            | 13 juli 1991                                 | Ecuador – Bolivia                            | 4 – 0                                        | Copa América                                 |                                              |
| Als speler van Albacete Balompié             |                                              |                                              |                                              |                                              |                                              |
| 10                                           | 6 maart 1993                                 | Bolivia – Paraguay                           | 2 – 1                                        | Oefeninterland                               |                                              |
| 11                                           | 23 mei 1993                                  | Verenigde Staten – Bolivia                   | 0 – 0                                        | Oefeninterland                               |                                              |
| 12                                           | 6 juni 1993                                  | Peru – Bolivia                               | 1 – 0                                        | Oefeninterland                               |                                              |
| 13                                           | 13 juni 1993                                 | Bolivia – Chili                              | 1 – 3                                        | Oefeninterland                               |                                              |
| 14                                           | 17 juni 1993                                 | Argentinië – Bolivia                         | 1 – 0                                        | Copa América                                 |                                              |
| 15                                           | 20 juni 1993                                 | Colombia – Bolivia                           | 1 – 1                                        | Copa América                                 | Goal                                         |
| 16                                           | 23 juni 1993                                 | Mexico – Bolivia                             | 0 – 0                                        | Copa América                                 |                                              |
| 17                                           | 18 juli 1993                                 | Venezuela – Bolivia                          | 1 – 7                                        | WK-kwalificatie                              |                                              |
| 18                                           | 25 juli 1993                                 | Bolivia – Brazilië                           | 2 – 0                                        | WK-kwalificatie                              | Goal                                         |
| 19                                           | 8 augustus 1993                              | Bolivia – Uruguay                            | 3 – 1                                        | WK-kwalificatie                              | Goal                                         |
| 20                                           | 15 augustus 1993                             | Bolivia – Ecuador                            | 1 – 0                                        | WK-kwalificatie                              |                                              |
| 21                                           | 22 augustus 1993                             | Bolivia – Venezuela                          | 7 – 0                                        | WK-kwalificatie                              | Goal · Goal                                  |
| 22                                           | 29 augustus 1993                             | Brazilië – Bolivia                           | 6 – 0                                        | WK-kwalificatie                              |                                              |
| 23                                           | 19 september 1993                            | Ecuador – Bolivia                            | 1 – 1                                        | WK-kwalificatie                              |                                              |
| Als speler van Colo-Colo                     |                                              |                                              |                                              |                                              |                                              |
| 24                                           | 17 juni 1994                                 | Duitsland – Bolivia                          | 1 – 0                                        | WK-eindronde                                 |                                              |
| Als speler van América de Cali               |                                              |                                              |                                              |                                              |                                              |
| 25                                           | 1 juli 1995                                  | Peru – Bolivia                               | 4 – 1                                        | Oefeninterland                               |                                              |
| 26                                           | 8 juli 1995                                  | Argentinië – Bolivia                         | 2 – 1                                        | Copa América                                 |                                              |
| 27                                           | 11 juli 1995                                 | Verenigde Staten – Bolivia                   | 0 – 1                                        | Copa América                                 | Goal                                         |
| 28                                           | 14 juli 1995                                 | Chili – Bolivia                              | 2 – 2                                        | Copa América                                 |                                              |
| 29                                           | 16 juli 1995                                 | Uruguay – Bolivia                            | 2 – 1                                        | Copa América                                 |                                              |
| 30                                           | 25 oktober 1995                              | Bolivia – Ecuador                            | 2 – 2                                        | Oefeninterland                               | Goal                                         |
| Als speler van DC United                     |                                              |                                              |                                              |                                              |                                              |
| 31                                           | 13 februari 1996                             | Bolivia – Paraguay                           | 4 – 1                                        | Oefeninterland                               | Goal                                         |
| 32                                           | 7 maart 1996                                 | Bolivia – Peru                               | 2 – 0                                        | Oefeninterland                               |                                              |
| 33                                           | 24 april 1996                                | Argentinië – Bolivia                         | 3 – 1                                        | WK-kwalificatie                              |                                              |
| 34                                           | 8 juni 1996                                  | Mexico – Bolivia                             | 1 – 0                                        | US Cup                                       |                                              |
| 35                                           | 12 juni 1996                                 | Verenigde Staten – Bolivia                   | 0 – 2                                        | US Cup                                       |                                              |
| 36                                           | 15 juni 1996                                 | Ierland – Bolivia                            | 3 – 0                                        | US Cup                                       |                                              |
| 37                                           | 7 juli 1996                                  | Bolivia – Venezuela                          | 6 – 1                                        | WK-kwalificatie                              | Goal                                         |
| 38                                           | 1 september 1996                             | Bolivia – Peru                               | 0 – 0                                        | WK-kwalificatie                              |                                              |
| 39                                           | 10 november 1996                             | Bolivia – Colombia                           | 2 – 2                                        | WK-kwalificatie                              |                                              |
| 40                                           | 15 december 1996                             | Bolivia – Paraguay                           | 0 – 0                                        | WK-kwalificatie                              |                                              |
| 41                                           | 12 januari 1997                              | Bolivia – Ecuador                            | 2 – 0                                        | WK-kwalificatie                              | Goal                                         |
| 42                                           | 12 februari 1997                             | Bolivia – Chili                              | 1 – 1                                        | WK-kwalificatie                              |                                              |
| 43                                           | 8 juni 1997                                  | Venezuela – Bolivia                          | 1 – 1                                        | WK-kwalificatie                              |                                              |
| 44                                           | 15 juni 1997                                 | Bolivia – Peru                               | 2 – 0                                        | Copa América                                 | Goal                                         |
| 45                                           | 18 juni 1997                                 | Bolivia – Uruguay                            | 1 – 0                                        | Copa América                                 |                                              |
| 46                                           | 21 juni 1997                                 | Bolivia – Colombia                           | 2 – 1                                        | Copa América                                 | Goal                                         |
| 47                                           | 25 juni 1997                                 | Bolivia – Mexico                             | 3 – 1                                        | Copa América                                 |                                              |
| 48                                           | 29 juni 1997                                 | Bolivia – Brazilië                           | 1 – 3                                        | Copa América                                 |                                              |
| 49                                           | 6 juli 1997                                  | Peru – Bolivia                               | 2 – 1                                        | WK-kwalificatie                              |                                              |
| 50                                           | 20 juli 1997                                 | Bolivia – Uruguay                            | 1 – 0                                        | WK-kwalificatie                              | Goal                                         |
| 51                                           | 20 augustus 1997                             | Colombia – Bolivia                           | 3 – 0                                        | WK-kwalificatie                              |                                              |
| 52                                           | 10 september 1997                            | Paraguay – Bolivia                           | 2 – 1                                        | WK-kwalificatie                              |                                              |
| 53                                           | 12 oktober 1997                              | Ecuador – Bolivia                            | 1 – 0                                        | WK-kwalificatie                              |                                              |
| 54                                           | 16 november 1997                             | Chili – Bolivia                              | 3 – 0                                        | WK-kwalificatie                              |                                              |
| 55                                           | 3 maart 1999                                 | Bolivia – Jamaica                            | 0 – 0                                        | Copa Paz                                     |                                              |
| 56                                           | 5 maart 1999                                 | Guatemala – Bolivia                          | 0 – 3                                        | Copa Paz                                     |                                              |
| 57                                           | 7 maart 1999                                 | Paraguay – Bolivia                           | 3 – 0                                        | Copa Paz                                     |                                              |
| 58                                           | 11 maart 1999                                | Mexico – Bolivia                             | 2 – 1                                        | US Cup                                       |                                              |
| 59                                           | 13 maart 1999                                | Guatemala – Bolivia                          | 2 – 1                                        | US Cup                                       |                                              |
| 60                                           | 20 juni 1999                                 | Chili – Bolivia                              | 1 – 0                                        | Oefeninterland                               |                                              |
| 61                                           | 29 juni 1999                                 | Paraguay – Bolivia                           | 0 – 0                                        | Copa América                                 |                                              |
| 62                                           | 2 juli 1999                                  | Peru – Bolivia                               | 1 – 0                                        | Copa América                                 |                                              |
| 63                                           | 5 juli 1999                                  | Bolivia – Japan                              | 1 – 1                                        | Copa América                                 |                                              |
| 64                                           | 25 juli 1999                                 | Bolivia – Egypte                             | 2 – 2                                        | FIFA Confederations Cup                      |                                              |
| 65                                           | 27 juli 1999                                 | Saoedi-Arabië – Bolivia                      | 0 – 0                                        | FIFA Confederations Cup                      |                                              |
| 66                                           | 29 juli 1999                                 | Bolivia – Mexico                             | 0 – 1                                        | FIFA Confederations Cup                      |                                              |
| 67                                           | 4 juni 2000                                  | Argentinië – Bolivia                         | 1 – 0                                        | WK-kwalificatie                              |                                              |
| 68                                           | 28 juni 2000                                 | Venezuela – Bolivia                          | 4 – 2                                        | WK-kwalificatie                              |                                              |
| 69                                           | 3 september 2000                             | Brazilië – Bolivia                           | 5 – 0                                        | WK-kwalificatie                              |                                              |
| 70                                           | 21 augustus 2002                             | Venezuela – Bolivia                          | 2 – 0                                        | Oefeninterland                               |                                              |
| 71                                           | 15 november 2003                             | Argentinië – Bolivia                         | 3 – 0                                        | WK-kwalificatie                              |                                              |

## Erelijst
DC United
- MLS Cup

1996, 1997, 1999
- MLS Supporters' Shield

1997, 1999
- US Open Cup

1996
- CONCACAF Champions Cup

1998
- Copa Interamericana

1998
 Barcelona SC
- Campeonato Ecuatoriano

1997
 Oriente Petrolero
- Liga de Boliviano

2001